# Benjamin Castaldi
Pour les articles homonymes, voir Castaldi.
Benjamin Castaldi , né le 28 mars 1970 à Boulogne-Billancourt, dans les Hauts-de-Seine, est un animateur et chroniqueur français, qui s'est fait connaître notamment pour avoir présenté les deux saisons de Loft Story en 2001 et 2002 sur M6 puis les huit premières saisons de Secret Story de 2007 à 2014 sur TF1.
Issu d'une famille de comédiens, il est le fils de Jean-Pierre Castaldi et de Catherine Allégret, le petit-fils d'Yves Allégret, d'Yves Montand (grand-père adoptif) et de Simone Signoret.

## Biographie

### Origines familiales
Benjamin Castaldi, né dans une famille d'artistes, est le fils de l'actrice Catherine Allégret et de l'acteur Jean-Pierre Castaldi. Il grandit entouré par sa grand-mère maternelle, l'actrice Simone Signoret et le père adoptif de sa mère, l'acteur et chanteur Yves Montand. Du côté de son père, il a un demi-frère journaliste sportif prénommé Giovanni (L'Équipe - RTL) et une demi-sœur, Paola. Du côté de sa mère, il a une autre demi-sœur, Clémentine.

### Études et débuts professionnels
Après avoir obtenu son bac en Sciences éco avec mention passable, Benjamin Castaldi, ambitionne de devenir homme d'affaires. Il décroche une licence de sciences économiques à la Sorbonne mais essuie un cuisant échec au concours d'entrée à « Sciences Po ». Son impertinence lui vaut la perte du soutien financier de Catherine Allégret.
Il travaille comme coursier pour Fringales, une société de livraison de repas à domicile, dont il devient attaché commercial, puis directeur et dépose le bilan après deux ans.
Avec ses dernières économies, il part tenter sa chance comme producteur de musique aux États-Unis où il projette de relancer la carrière de la chanteuse Esther Galil. Mais c'est un nouvel échec, il rentre à Paris en 1993, ruiné, après s'être fait arnaquer par un faux manager. Entre-temps, en 1992, il participe comme candidat « anonyme » au jeu Que le meilleur gagne présenté par Nagui sur La Cinq. 
En 1994, il commence sa carrière à la télévision[réf. nécessaire].

### Animateur sur France 2, La Cinquième et TF1 (1994-2001)
Après son retour en France, sa mère Catherine Allégret le recommande au présentateur Michel Drucker, ami de la famille, qui l'embauche comme assistant. Benjamin Castaldi commence par « porter les cafés », mais Michel Drucker décide bientôt de lui donner sa chance à l'antenne. Il fait en septembre ses débuts en tant que chroniqueur de cinéma dans l'émission de variétés Studio Gabriel que Michel Drucker présente alors avant le journal de 20 heures de France 2. Laurence Ferrari et Stéphane Bouillaud font partie des chroniqueurs et Laurent Gerra et Virginie Lemoine assurent la partie humoristique. Après l'arrêt de l'émission en juin 1997, Benjamin Castaldi continue avec Michel Drucker, en étant encore chroniqueur dans l'émission Drucker'N Co en 1997-1998 et à partir de septembre 1998 dans l'émission du dimanche après-midi Vivement dimanche.
La même année, il présente L'étoffe des ados sur La Cinquième (actuellement France 5), un magazine sur les lycéens et les collégiens. L'émission est produite par Marie-France Brière et réalisée par Cyril Chamalet. Il anime pendant l'été 1998, Fous d'humour en deuxième partie de soirée sur France 2.
En septembre 1999, il rejoint TF1 pour coprésenter l'émission Célébrités avec Carole Rousseau et Stéphane Bern. L'émission, diffusée en deuxième partie de soirée et produite par Jean-Louis Remilleux, traite de l'actualité des célébrités.

### Animateur sur M6 et producteur (2001-2006)
En avril 2001, il rejoint la chaîne M6 pour animer la première émission de téléréalité française, Loft Story diffusée en quotidienne et en première partie de soirée (le jeudi). En dépit de nombreuses polémiques et controverses dans la presse et les médias, le programme bat des records d'audience. L'année suivante, il présente la deuxième saison de l'émission. Par la suite, il présente plusieurs émissions de divertissements et soirées spéciales en prime-time sur cette même chaîne.
De 2003 à 2006, il anime toujours sur M6 les quatre premières saisons du télé-crochet Nouvelle Star.
En 2003, en parallèle à ses activités d'animateur, Benjamin Castaldi développe une activité de producteur via la société B3Com, cofondée avec Pierre-Antoine Boucly grâce au soutien de Lagardère Entertainment (Lagardère SCA) puis de Carrere Group. Il animera d'ailleurs sa propre émission en tant que producteur intitulé Tous les oppose sur M6. L’objectif de cette émission est de vaincre les préjugés. Pour ce faire, deux groupes de trois amis dont le style de vie, les principes ou le comportement s’opposent, sont observés sous l’œil des caméras pendant 48 heures. Ils vivent alors dans un bus aménagé et doivent décider à l’unanimité des achats et des activités.
En mai 2006, il est débarqué de la présentation de la Nouvelle Star en pleine saison et remplacé par Virginie Efira pour avoir annoncé par huissier sa démission de M6.

### Retour sur TF1 (2006-2014)
En septembre 2006, Benjamin Castaldi revient sur TF1 pour présenter différents divertissements et soirées spéciales en prime-time. Sa première prestation a lieu à la fin de ce même mois où il présente en première partie de soirée l'avant et après concert Johnny Hallyday, Flashback Tour, une soirée spéciale en direct de Bercy. De décembre 2006 au printemps 2007, il anime en deuxième partie de soirée l'émission people Langues de VIP entouré de chroniqueurs, Matthieu Delormeau, Géraldine Carré, Thomas Fabius notamment.
Au début de l'année 2007, il anime 1 contre 100, un nouveau jeu diffusé du lundi au vendredi à 18 h 20 sur TF1. Fin avril 2008, la nouvelle session d’1 contre 100, à l'antenne depuis quelques semaines, est déprogrammée brutalement en raison de contre-performances d'audience, notamment lors de sa dernière diffusion datée du vendredi 25 avril 2008, explique la chaîne dans un communiqué.
Le samedi 23 juin 2007 à 20 h 50, il présente en direct le lancement de Secret Story sur TF1, une émission largement inspirée de Loft Story. Il anime seul les émissions quotidiennes en access prime-time, et chaque vendredi l'émission hebdomadaire, en deuxième partie de soirée, suivie de L'After Secret avec Adrien Lemaître à ses côtés. Secret Story  est devenu rapidement un succès d’audience pendant les trois premières saisons avec en moyenne 4 millions de téléspectateurs. À partir de la saison 4, les audiences s’effritent, mais restent tout de même très bonnes pour TF1. Après avoir animé 6 saisons entre 2007 et 2012, plusieurs sites ont annoncé au début de l'année 2013 le départ de Benjamin Castaldi. Cependant, il présentera une septième saison de Secret Story pendant l'été 2013 puis revient pour une 8e saison en 2014.
Le 29 décembre 2007, il présente une nouvelle émission : Le Grand Music Quiz, qui enregistre une audience de 5,4 millions de téléspectateurs pour 25,3 % de PDA. Le second numéro du Grand Music Quiz fait une audience inférieure à la première, 4 966 000 téléspectateurs. Cette audience reste cependant convenable et arrive en première position des audiences de la soirée.
Benjamin Castaldi devient lui-même candidat dans un jeu qui a été diffusé pour la première fois le samedi 29 novembre 2008 sur TF1. L'émission intitulée Qui peut battre Benjamin Castaldi ? est l'adaptation du divertissement allemand Schlag den Raab (de). L'animateur affronte un candidat au cours de treize épreuves physiques et intellectuelles. Si le candidat gagne, il remporte 100 000 euros. Pour se préparer à ce nouveau divertissement, Benjamin Castaldi aurait suivi un entraînement intensif dans le sud de la France. Ce jeu est présenté par Carole Rousseau et arbitré par Denis Brogniart.
Du 29 janvier au 9 avril 2010, Benjamin Castaldi anime la troisième saison de La Ferme Célébrités, en Afrique du Sud avec Jean-Pierre Foucault.
Le vendredi 15 janvier 2010, il remporte Le Grand Concours des animateurs, neuvième édition sur TF1. Du 2 janvier au 23 mars 2012, il anime La Roue de la fortune avec Valérie Bègue à la place de Christophe Dechavanne et Victoria Silvstedt, du lundi au vendredi à 11 h sur TF1.
Début 2012, tout en restant sur TF1, il fait un passage sur NT1 (chaîne du même groupe) pour y animer You Can Dance, une émission consacrée à la danse. Le 2 août 2012, il présente en prime-time sur TF1 l'émission The Winner Is qui est un échec d'audience, ne rassemblant que 2,6 millions de téléspectateurs.
En février-mars 2014, en accord avec TF1, il anime sur Gulli le jeu d'aventures Tahiti Quest dans lequel des familles s'affrontent dans plusieurs épreuves. Étant un succès d'audience, l'émission est reconduite pour une deuxième saison.
Le 3 septembre 2014, Benjamin Castaldi, invité dans l'émission Touche pas à mon poste !, déclare qu'il va quitter TF1 pour animer La Nouvelle Star 2015 sur D8,. Le 26 septembre 2014, après avoir animé la finale de Secret Story 8 (suivie de L'After), il quitte la présentation de ce programme et TF1.

### Animateur sur D8 et NRJ 12 (2014-2016)
De novembre 2014 à mars 2015, il anime sur D8 la 11e saison de Nouvelle Star. En guerre avec Cyril Hanouna, il quitte alors la chaîne pour animer pendant quelques semaines à partir du 24 août 2015 sur NRJ 12 une nouvelle version du jeu L'Académie des neuf. Il voulait, à travers ce jeu, faire de l'ombre à Cyril Hanouna et son émission TPMP mais c'est un fiasco. La dernière émission est diffusée le 15 novembre 2015. Il anime également sur cette chaîne Super Million Question. En 2016, il présente Equidia Life Academy sur la chaîne Equidia Life.

### Animateur et chroniqueur sur C8 (2016-2023)
Le 27 juin 2016, le groupe Canal + annonce que Benjamin Castaldi arrive sur C8 (nouveau nom de D8 à partir du 5 septembre 2016) pour y animer le jeu Big Buzz Quiz.
En août 2016, il témoigne dans le documentaire de NT1 10 ans de Secret Story, les secrets du phénomène.
Sur C8, il est tout d'abord chroniqueur dans l'émission Touche pas à mon poste ! animée par Cyril Hanouna. Il arrive le 5 septembre, jour de rentrée de l'émission. Il anime le jeu Hold Up en première partie de soirée à partir du 2 novembre, et le Big Buzz Quiz du 6 novembre au 18 décembre 2016. Sur la même chaîne, il a remplacé exceptionnellement Camille Combal à la présentation d'un numéro de Il en pense quoi Camille ?.
Le 23 mars 2017, il est avec Matthieu Delormeau  au « centre » du prime-time spécial TPMP ! Castaldi vs. Delormeau : qui sera le meilleur animateur ? animé par Cyril Hanouna. Il y gagne la présentation d'un prime-time sur C8 et anime donc, le 6 avril, TPMP ! Les paris sont ouverts. Dans cette émission en direct, des chroniqueurs de Touche pas à mon poste ! doivent relever des défis et affrontent des champions dans leur catégorie. À partir du 7 avril, il anime, certains vendredis, la quotidienne de Touche pas à mon poste ! à la place de Cyril Hanouna. Il est le joker de Julien Courbet jusqu'en juin 2017.
Le 3 janvier 2017, sur C8, il anime Il en pense quoi Camille ? en remplacement exceptionnel de Camille Combal.
Du 23 août au 13 septembre 2017, il présente, en prime-time, un jeu d'aventure sur C8 Cash Island.
Le 7 septembre 2017, il prend le relais de Cyril Hanouna et Jean-Michel Maire à l'animation de l'émission de rencontre TPMP, le jeu ! C'est que de l'amour ! en direct à 17 h 45 sur C8 avant TPMP. Après une baisse significative de l'audience en 3 jours, le programme est arrêté et  remplacé par C'est que de la télé ! présenté par Julien Courbet, une émission sur les médias.
Le 15 septembre 2017, il présente avec Marie Portolano et Hervé Mathoux, le grand concert célébrant l'obtention des Jeux olympiques d'été de 2024 par Paris. Se déroulant sur le parvis de l'Hôtel de Ville, il est retransmis en direct à partir de 21 heures en simultané sur C8 et RFM.
Le 24 novembre 2017, il remplace Cyril Hanouna à la présentation des derniers numéros du jeu Family Battle en direct sur C8.
En 2018, Benjamin Castaldi dévoile sur le plateau de TPMP, le salaire de 12 000 euros qu'il touchait à TF1 pour la présentation de l'émission 1 contre 100 de 2007 à 2008.
En juin et juillet 2018,  il présente sur C8 La télé même l'été ! entouré par les chroniqueurs de Touche pas à mon poste !
Il présente des émissions dérivées de Touche pas à mon poste ! telles que TPMP ouvert à tous ! (précédée du Before) en avant-soirée ; TPMP fait son bêtisier (avec Kelly Vedovelli), TPMP : les 10 plus gros clash à la télé, TPMP : les 20 émissions préférées des Français en première partie de soirée, Le 6 à 7 de Casta.
Le 22 juin 2023, il annonce son départ de Touche pas à mon poste !, pour se consacrer à la pièce de théâtre Bungalow 21 racontant l'histoire de ses grands-parents, Yves Montand et Simone Signoret.

### Animateur radio sur Europe 2 (2024 - 2025)
Il est annoncé à la tête de la matinale sur Europe 2 ("Casta réveille la France" de 6h à 10h puis "Castaldi reveille la France"), avec pour objectif de la relancer. Il était accompagné de Fabien Delettres et Marie Sollis mais l'émission fût arrêtée faute d'audience le 11 Avril 2025.

## Vie privée
Benjamin Castaldi se marie le 22 septembre 1993 à Saint-Mandé avec Valérie Sapienza, la mère de ses deux premiers fils, Julien (né le 18 septembre 1996) et Simon (né le 20 avril 2000). Il divorce en 2001. 
Le 21 septembre 2002, il épouse l'animatrice audiovisuelle Flavie Flament, rencontrée en décembre 2000 lors de l'émission Les P'tits Princes, sur TF1. Il a un fils avec elle, Enzo, né le 8 février 2004. Ils se séparent en décembre 2006, avant de divorcer en juillet 2008. 
Le 24 novembre 2011, il épouse à Copenhague la journaliste et animatrice de télévision Vanessa Broussouloux. Ils divorcent en mai 2016 et le 27 août suivant, il épouse une directrice d'audition de la société Endemol, Aurore Aleman, rencontrée un an plus tôt.
Le 23 mars 2020, il annonce en vidéo avec Cyril Hanouna que son épouse est enceinte de son quatrième enfant, un garçon dont la naissance est prévue début septembre. Le 27 août, elle accouche d'un garçon prénommé Gabriel.
Benjamin Castaldi pratique l'équitation depuis son enfance tout comme son père et sa demi-sœur. Il participe à des compétitions de saut d'obstacles et a notamment remporté une épreuve à 1,15 m lors du Longines Masters de 2015 au Salon du cheval de Paris.

## Aspects particuliers

### Accident de moto
Le 23 juin 2012, Benjamin Castaldi est victime d'un accident de moto. Il est alors touché aux clavicules et a deux côtes cassées. Il sort le lendemain de l'hôpital. La Voix, qui n'intervient habituellement que dans la maison de Secret Story, le remplace via un écran de télévision, sur le plateau de l'émission. À partir du 27 juin 2012, c'est Nikos Aliagas qui reprend la présentation de l'émission en intérim, en attendant son retour. Il revient à l'antenne pour la quotidienne du 2 juillet, mais son retour est de courte durée, puisqu'il doit retourner en urgence à l'hôpital le 14 juillet. Il n'a finalement pas deux mais six côtes cassées, et sa clavicule ne guérissant pas correctement, il doit se faire opérer en urgence. C'est la Voix qui prend le relais sur la présentation de la quotidienne de Secret Story.

### Aspects financiers
En 2008, Benjamin Castaldi était payé 105 000 euros par mois mais uniquement pendant les trois mois qu'a duré Secret Story.
En 2012, il découvre qu'il est ruiné, victime de l'affaire Apollonia, un investissement immobilier de la société de conseil financier Apollonia mais reposant sur le système de Ponzi. En décembre 2014, il met en cause un notaire, un promoteur et une banque et réclame devant la justice six millions d'euros en réparation des préjudices qu'il a subis.

### Cinéma, écriture, publicité
En 2002, il joue un petit rôle dans le film Ma femme s'appelle Maurice de Jean-Marie Poiré.
En 2004, il publie aux Éditions Albin-Michel, en collaboration avec le journaliste Jean-Michel Caradec'h, un livre de souvenirs qui fait scandale en révélant le passé de Montand, Et maintenant il faudra tout se dire. Il y raconte sa vie parmi les monstres sacrés qui ont bercé sa jeunesse, et révèle les relations qui ont lié Yves Montand et sa mère Catherine Allégret.
À la rentrée 2008, il tourne une publicité pour Sony, diffusée uniquement sur TF1.
Le 4 novembre 2015, son autobiographie intitulée Pour l'instant tout va bien sort aux éditions de l'Archipel.
Depuis 2018, Benjamin Castaldi intervient dans les campagnes publicitaires de Comme j'aime, pour promouvoir les programmes minceur. En mars 2023 la chaîne Belge RTBF lui décerne le Pigeon d'Or, qui récompense l'acteur de la publicité la plus mensongère.
En 2020, il fait une apparition dans la série Validé de Franck Gastambide avec toute l'équipe de TPMP.

### Documentaire
Benjamin Castaldi apparaît dans Elle s'appelait Simone Signoret, un documentaire réalisé par Christian Lamet et Nicolas Maupied, sur une idée originale d'Emmanuelle Guilcher. Une coproduction Dream way productions/INA. Première diffusion le 30 septembre 2010 sur France 5, à l'occasion de la commémoration du 25e anniversaire de la disparition de sa grand-mère Simone Signoret.

## Résumé de carrière

### Parcours en radio
- Mars 2000 : interviewer lors d'une émission d'une heure sur Europe 1[Quoi ?]
- 2006-2007 : animateur de la matinale de RTL2 intitulée Le grand bazar
- 26 janvier 2008 : présentateur de la 9e cérémonie des NRJ Music Awards sur NRJ[40]
- 2015 : sociétaire des Grosses Têtes sur RTL
- 2024-2025 : animateur de la matinale de Europe 2 intitulée Castaldi réveille la France

### Émissions de télévision
- 1994-1997 : Studio Gabriel  présenté par Michel Drucker / France 2 : chroniqueur
- 1995 et 1997 : Fort Boyard / France 2 : candidat
- 1997-1998 : L'Étoffe des ados / La Cinquième : animateur
- 1997-1998 : Drucker'N Co / France 2 : chroniqueur
- 1998 : Le rendez-vous / La Cinquième
- 1998 : Fous d'humour / France 2 : animateur
- 1998-1999 : Vivement dimanche présenté par Michel Drucker / France 2 : chroniqueur
- 1999 : Célébrités / TF1 : coprésentation avec Carole Rousseau et Stéphane Bern
- 2000 : Les P'tits Princes / TF1 : coprésentation avec Carole Rousseau, Sophie Thalmann, Billy, Frédéric Joly, et Flavie Flament
- 2001 et 2002 : Loft Story (Saisons 1 et 2) / M6 : animateur
- 2002 : Popstars, spéciale L5 / M6 : animateur
- 2002-2003 : QI, Le Grand Test (éditions 1 à 2) / M6 - coprésentation avec Mac Lesggy
- 2002-2003 : Absolument 80, Absolument 70, Absolument Été / M6 : animateur
- 2002 : Mémoire, Le Grand Test / M6 : coprésentation avec Mac Lesggy
- 2003-2006 : Nouvelle Star (saisons 1 à 4) / M6 : animateur
- 2003 : Tout les oppose / M6
- 2003 : Culture générale, Le Grand Test / M6 : coprésentation avec Mac Lesggy
- 2004 : Permis de conduire, Le Grand Test / M6 : coprésentation avec Mac Lesggy
- 2004 : Le Pensionnat de Chavagnes : Ils disent tout ! / M6 - coprésentation avec Mac Lesggy
- 2005 : Le Hit des séries / Série Club, avec Flavie Flament
- 2005 : Totale Impro / M6
- 2006 : Johnny Hallyday, Flashback Tour 2006 à Bercy (Avant et après concert) / TF1
- 2006 : Les 40 couples stars qui ont marqué les Français / TF1 - coprésentation avec Flavie Flament
- 2006-2007 : Langues de VIP / TF1 : animateur
- 2007-2008 : 1 contre 100 / TF1
- 2007 : Les 30 destins de stars les plus incroyables / TF1
- 2007 : Les Rois du Système D / TF1 - coprésentation avec Églantine Éméyé
- 2007 : Incroyables Destins / TF1
- 2007-2014 : Secret Story / TF1 (8 saisons : quotidiennes, hebdomadaires, et L'After Secret)
- 2007-2011 : Le Grand Quiz du cerveau (éditions 1 à 5) / TF1 : coprésentation avec Carole Rousseau
- 2007-2008 : Le Grand Music Quiz (éditions 1 et 2) / TF1
- 2008 : 9e cérémonie des NRJ Music Awards / TF1 et en simultané sur NRJ : animateur
- 2008 : Qui peut battre Benjamin Castaldi ? / TF1 - avec Carole Rousseau et Denis Brogniart : candidat et coprésentateur
- 2009 : Mes parents vont t'adorer / NRJ 12 - producteur[réf. nécessaire]
- 2010 : La Ferme Célébrités en Afrique / TF1 : coprésentation avec Jean-Pierre Foucault
- 2010 : Qui peut battre Philippe Lucas ? / TF1 : animateur
- 2010 : Les Stars se dépassent pour Ela / TF1
- 2011 : La vie de Vynzkozy/ NRJ 12
- 2012 : La Roue de la fortune / TF1 : coprésentation avec Valérie Bègue
- 2012 : You Can Dance / NT1 : animateur
- 2014 : Tahiti Quest / Gulli : animateur
- 2014 : The Winner Is / TF1 : animateur
- 2015 : Nouvelle Star / D8 : animateur
- 2015 : L'Académie des neuf / NRJ 12 : animateur
- 2015 : Super Million Question / NRJ 12
- 2016 : Equidia Life Academy / Equidia Life : animateur
- 2016-2023 : Touche pas à mon poste ! / C8 : chroniqueur (et animateur occasionnellement en remplacement de Cyril Hanouna)
- 2016 : Hold Up/ C8 : animateur
- 2016 : Big Buzz Quiz / C8 : animateur
- 2017 : TPMP ! Castaldi vs. Delormeau : qui sera le meilleur animateur ? animé par Cyril Hanouna / C8 : participant
- 2017 : TPMP ! Les paris sont lancés / C8 : animateur
- 2017 : Cash Island / C8 : animateur
- 2017 : TPMP, le jeu : C'est que de l'amour ! / C8 : animateur
- 2017 : Paris à nous les Jeux ! Le grand concert / C8 : co-présentation avec Hervé Mathoux et Marie Portolano
- 2017 : Family Battle / C8 : présentateur
- 2017 : La Magie selon Guény animée par Maxime Guény / C8 : chroniqueur
- 2018 : La Télé même l'été ! / C8 : présentateur
- 2018-2022 : TPMP ! Ouvert à tous / C8 : présentateur
- 2018 : TPMP refait la semaine : chroniqueur
- 2018 : TPMP fait son bêtisier ! / C8 : coanimation avec Kelly Vedovelli
- 2019 : TPMP : les 10 plus gros clashs à la télé : animateur
- 2019 : TPMP : les 20 émissions préférées des Français : animateur
- 2020 : Allô Baba ! : chroniqueur
- 2020 : Ce soir chez Baba : chroniqueur
- 2020 : C que du kif : chroniqueur
- 2021-2023 : Le 6 à 7 avec Casta / C8 : présentateur
- 2021 : "Loft Story" fête ses 20 ans ! / C8 : animateur
- 2021 : Un dîner presque parfait (spécial "Loft Story") / W9 : candidat
- 2021 : Waf waf wouf wouf / C8 : coanimateur avec Delphine Wespiser et Bernard Montiel
- 2021 : Plein les petits yeux / C8
- 2022 : TPMP People / C8 : présentateur (en remplacement de Matthieu Delormeau)
- 2022 : TPMP même l'été ! / C8 : présentateur

### Publications
- 2001 : Loft story - Les dessous de l'émission, éd. Mango Document
- 2004 : Maintenant, il faudra tout se dire, biographie familiale, en collaboration avec Jean-Michel Caradec'h, éd. Albin Michel  (ISBN 978-2226162977)
- 2010 : Simone Signoret, éd. Albin Michel  (ISBN 978-2226181893)
- 2015 : Pour l'instant tout va bien, Paris, éditions de l'Archipel, 2015, 240 p. (ISBN 978-2-8098-1763-8)
- 2021 : Je vous ai tant aimés...: Montand et Signoret, un couple dans l'Histoire,  éditions du Rocher, 288 p.,  (ISBN 978-2268104850)
- 2024 : Et si tu devais ne plus m'aimer, roman, éditions du Rocher, 192 p.